# 茂山郡
茂山郡（：／ Musan gun */?）是朝鮮民主主義人民共和國咸鏡北道西北部的一個郡，位於咸鏡山脈以西的茂山高原。北隔圖們江與中國吉林省相望。西隔西頭江與兩江道相望。其他河流有城川水、延面水等。面積1,300平方公里，2008年人口123,721人。下分1邑、6勞動者區、15里。
1438年設茂山鎮，1684年升格為都護府。1985年清津市回歸咸鏡北道，復設茂山郡。2005年中國三家企業得到當地可開採蘊藏量13億噸的鐵礦50年的開採權。

茂山郡也是脱北者的逃亡路線的重要據點，皆因這裏遠離北韓邊防軍的監視和可以在無月光的晚上可以在秋季至春季（旱季）輕易渡過中朝邊境的圖們江

## 行政区划
2021年4月24日，在咸镜北道茂山郡新谷里部分地区新设茂山出口加工区。